# Xenoblade Chronicles
Xenoblade Chronicles, chamado no Japão de Xenoblade (ゼノブレイド, Zenobureido), é um jogo eletrônico de RPG de ação desenvolvido pela Monolith Soft e publicado pela Nintendo. Foi lançado exclusivamente para o Wii em junho de 2010 no Japão, em agosto de 2011 na Europa e em abril de 2012 na América do Norte, enquanto uma conversão para New Nintendo 3DS estreou em abril de 2015 e uma remasterização em alta definição para o Nintendo Switch foi lançada em maio de 2020. O título faz parte da metassérie Xeno, incorporando estéticas e elementos narrativos da fantasia e ficção científica. A jogabilidade tem navegação em um mundo aberto dividido por zonas, missões paralelas relacionadas com personagens coadjuvantes e um sistema de batalha em tempo real.
A história se passa sobre os corpos de dois titãs colossais congelados em combate, Bionis e Mechonis. O povo de Bionis, incluindo os humanoides Homs, então em uma guerra perpétua contra a espécie de máquinas mechon oriunda de Mechonis. Um elemento importante dos esforços de guerra dos homs é a Monado, uma espada supostamente empunhada por Bionis. O protagonista Shulk descobre que possui a habilidade de empunhar a Monado durante um ataque contra sua colônia, partindo em uma busca de vingança com seu melhor amigo Reyn e encontrando novos companheiros ao longo do caminho.
O conceito de Xenoblade Chronicles originou-se em junho de 2006 quando o roteirista e diretor executivo Tetsuya Takahashi concebeu e construiu uma miniatura de dois titãs gigantes congelados no lugar com pessoas vivendo sobre seus corpos. O desenvolvimento começou em 2007 sob o título de Monado: The Beginning of the World, porém este nome foi posteriormente alterado com o objetivo de homenagear os trabalhos anteriores de Takahashi na série Xeno. O roteiro foi escrito por Takahashi, o roteirista de anime Yuichiro Takeda e a roteirista Yurie Hattori da Nintendo. A música foi composta por seis compositores diferentes, incluindo a estreante Manami Kiyota e os veteranos da indústria Yoko Shimomura e Yasunori Mitsuda.
O jogo foi anunciado em 2009 sob seu título original e foi lançado no oriente no ano seguinte. Mesmo depois de ter sido lançado na Europa, seu lançamento na América do Norte permaneceu incerto até dezembro de 2011, tempo o qual uma campanha de fãs chamada Operation Rainfall atraiu grande atenção para o jogo. Xenoblade Chronicles foi aclamado pela crítica como um dos melhores RPGs de tempos recentes, com sua conversão sendo elogiada por recriar o título na forma portátil. Ele também foi um sucesso comercial no oriente e ocidente. Um sucessor espiritual intitulado Xenoblade Chronicles X para o Wii U estreou em 2015, enquanto uma sequência chamada Xenoblade Chronicles 2 para o Nintendo Switch foi lançada em 2017.

## Jogabilidade

Os personagens Shulk e Reyn na perna de Bionis. Xenoblade Chronicles apresenta ambientes vastos que dão ao jogador um alto grau de liberdade de exploração.

Xenoblade Chronicles é um RPG eletrônico de ação em que o jogador controla um personagem de um grupo de três. O jogo é um mundo aberto que o jogador podem navegar livremente por ambientes interconectados. Existe um ciclo de dia e noite, com o horário do dia frequentemente afetando eventos, missões, força dos inimigos e itens disponíveis: por exemplo, inimigos mais fortes geralmente aparecem de noite. O tempo flui automaticamente e o ciclo se repete aproximadamente a cada dez minutos na vida real, porém o jogador pode ajustar o relógio do jogo a qualquer momento para o horário desejado. Além disso, apesar do jogo ser sobre exploração, muitas áreas chamadas de "Marcos" ajudam na travessia ao servirem de pontos de viagem rápida, permitindo que o jogador volte para aquele local instantaneamente em qualquer momento. Xenoblade Chronicles possui um sistema de "salve em qualquer lugar", em que o jogador podem salvar seu progresso em qualquer instante desde que esteja fora de uma batalha. Também há um modo Novo Jogo+, que mantém boa parte do progresso caso o jogador decidir jogador o título novamente.
Exploração, realização de missões e coleta de itens são partes importantes da jogabilidade. O jogador é encorajado a explorar ambientes grandes, que geralmente permitem que qualquer parte vista no horizonte possa ser alcançada a pé. É possível iniciar várias missões paralelas com os personagens não jogáveis que povoam o mundo de jogo, comumente envolvendo a localização de certos itens ou matar um certo número de inimigos. A missão é completada automaticamente quando os requerimentos necessários são alcançados sem a necessidade que o jogador notifique os personagens que passaram a tarefa. A coleta de itens assume a forma da "Colectopédia". Orbes azuis brilhantes estão espalhadas por todas as grandes regiões do jogo, com o jogador recebendo um item randômico ao entrar em contato com essas orbes. A partir disso, o jogado pode adicionar itens a Colectopédia e é recompensado com mais itens quando um certo número é coletado durante a exploração. Além da Colectopédia, há também cristais de éter encontrados em inimigos derrotados ou depósitos de cristais de éter, que dão acesso ao minijogo de criação de gemas, permitindo a criação de gemas que aumentam as estatísticas de batalha quando equipados pelo jogador.
Muitos dos sistemas de jogo afetam o fluxo geral da jogabilidade. O sistema de "Afinidade" acompanha as relações entre os personagens e locais dentro do jogo. "Afinidade de Local" acompanha as relações interpessoais entre todos os personagens nomeados da história, mostrando o quão bem eles se dão um com o outro, e a percepção geral que cada cidade tem do grupo de personagens controlado pelo jogador. Completar missões pode alterar a percepção dos personagens, abrindo sequências de história adicionais. Também há a "Afinidade de Grupo", que é o nível de afeição entre cada membro da equipe, indo desde indiferença até amor". Estas afinidades podem ser aumentadas ao fazer os personagens participarem de batalhas juntos, dar presentes ou usar o sistema "Coração a Coração". Este último são momentos íntimos entre dois personagens que podem mostrar mais detalhes sobre suas personalidades, histórias ou pensamentos, podendo ser iniciados a partir de um certo grau de afinidade. O sistema de afinidade é conectado com o quão eficiente os personagens trabalham juntos em batalha ou na criação de gemas. Também há um grande sistema de customização, que pode alterar as armas e roupas dos personagens. Estas mudanças são refletidas diretamente no jogo, aparecendo na jogabilidade e até dentro de cutscenes.

### Combate

Uma batalha em Xenoblade Chronicles, com os personagens Shulk, Reyn e Fiora enfrentando uma forma de vida animal hostil.

Xenoblade Chronicles possui um sistema de combate em tempo real em que o jogador move manualmente o atual personagem jogável, enquanto o resto dos membros do grupo irão "auto-atacar" assim que inimigos entrarem em seu raio de ação. Ataques manuais, chamados de "Artes", também podem ser realizados pelo jogador, porém de maneira limitada. Elas só estão disponíveis depois de um período de "esfriamento" que ocorre depois de cada uso, enquanto "Artes de Talento" específicas de cada personagem só ficam disponíveis depois de um número suficiente de auto-ataques terem sido realizados. Tanto membros do grupo quanto inimigos possuem um número finito de pontos de vida, com danos tomados diminuindo este valor. O combate é vencido quando todos os inimigos perdem seus pontos de vida, enquanto derrota ocorre quando os personagens do jogador perdem os seus pontos e não tem meios de serem revividos. A vida pode ser restaurada ao se usar Artes de cura em combate ou deixar os pontos de vida dos personagens regenerarem automaticamente fora da batalha. Vencer combates concede ao jogador pontos de experiência, que permite que os personagens fiquem mais fortes ao subirem de nível e aprenderem novas Artes. O jogador deve estabelecer fora de batalha o conjunto de Artes para cada personagem, chamados de "Paleta de Batalha".
Há vários outros sistemas que também afetam o fluxo da batalha. Um "Medidor de Grupo" se enche lentamente enquanto membros do grupo acertam ataques nos inimigos, com o jogador podendo conectar vários ataques para maior dano quando o medidor chega no máximo. Todos os membros da equipe possuem um "anel de aggro" ao seu redor; quanto mais ações um personagem realiza, maior o anel fica. Anéis de aggro maiores fazem os inimigos focarem seus esforços naquele personagem em particular, levando ao aspecto estratégico de atrair e desviar a atenção de oponentes. Cada personagem possui um medidor de "Tensão", que representa sua moral: os personagens tem mais chances de desferir um acerto crítico e menos chance de errar o inimigo quanto maior o medidor. O sistema de "Visão", em que o protagonista Shulk vê lampejos de ataques futuros dos oponentes, também é um fator em combate. O jogador pode impedir que esse ataque aconteça ou alertar um companheiro, permitindo a ativação de uma Arte ou o uso de uma Arte própria a fim de parar o golpe. O sistema de Visão está ligado ao Medidor de Grupo, que é preenchido aumentando a moral do grupo, usando Artes com efeitos especiais e evitando ou desferindo ataques críticos. O medidor de três barras esvazia-se gradualmente fora de batalha, com uma barra sendo necessária para reavivar personagens ou avisar um companheiro de uma Visão, com a equipe podendo realizar um ataque conjunto quando as três barras estão cheias.

## Sinopse

### Mundo
Xenoblade Chronicles se passa em um mundo que originalmente era apenas um oceano sem fim até que dois titãs, Bionis e Mechonis, passaram a existir. Os dois travaram uma batalha por eternidades até um último golpe, com apenas seus corpos restando congelados eternamente em combate. Ambos os titãs tornaram-se a casa de diversas formas de vida nas eras que se seguiram. Bionis é a casa de formas de vida orgânicas, mais proeminente os humanoides homs, que são virtualmente idênticos aos humanos; os pequenos e peludos nopons, que podem viver o dobro ou até mesmo o triplo dos homs; e os humanoides aviários alto entias, cuja vida dura séculos. Do outro lado, Mechonis abriga a forma de vida mecânica humanoide machina, cuja expectativa de vida abrange vários milênios. Uma arma importante usada pelos Homs em sua batalha contra os Machina é a Monado, uma espada mística ligada a Bionis e que proporciona vislumbres do futuro para seu portador quando totalmente controlada.

### Personagens

Ilustrações dos personagens principais de Xenoblade Chronicles. Da esquerda para a direita: Sharla, Reyn, Fiora, Shulk, Melia Antiqua, Riki e Dunban.

O protagonista do jogo é Shulk, um jovem cientista hom que vive no assentamento da Colônia 9 em Bionis. Shulk acaba ficando de posse da Monado depois de um ataque dos Mechons, guerreiros dos Machina. Em sua jornada ele é acompanhado por Reyn, um de seus amigos de infância e um membro da chamada Força de Defesa; Dunban, um ex-portador da Monado e irmão de Fiora, outra amiga de infância de Shulk que também junta-se a ele; Sharla, uma médica e atiradora de elite oriunda da Colônia 6; Melia Antiqua, princesa-herdeira dos alto entias e uma híbrida com alto entia-hom; e Riki, um nopon escolhido como o herói de seu vilarejo. Outros personagens importantes incluem Zanza, deus de Bionis e o principal antagonista da história; Meyneth, a deusa de Mechonis; Dickson, o mentor de Shulk; Mumkhar, um soldado covarde que lutou ao lado de Dunban e queria ter conseguido empunhar a Monado; Egil, o autoproclamado líder dos Machina; e Alvis, um homem misterioso que auxilia Shulk em sua jornada.

### Enredo
O prólogo detalha os eventos de um ano antes da história principal, quando Dickson, Dunban e Mumkhar enfrentaram um exército de mechons. Mumkhar desertou e a Monado acabou paralisando o braço direito de Dunban. No presente, Shulk estuda a Monado na Colônia 9, onde Dunban e Fiora também vivem. O local é rapidamente atacado por um grupo de mechons liderados por um ser especial chamado de Metal Face. Dunban quase é morto quando tenta usar a Monado outra vez, fazendo com que Shulk a use: ele a empunha com facilidade e recebe visões do futuro. Os mechons são repelidos, porém Metal Face mostra-se imune a Monado e mata Fiora antes de partir. Shulk jura vingança e parte da colônia junto com Reyn. Eles conhecem Sharla na devastada Colônia 6 e trabalham para acabar com a ocupação dos mechons. O grupo se reencontra com Dunban pouco depois. Shulk tem uma visão e eles seguem para a capital dos alto entias a fim de entrarem na Ilha da Prisão, onde juntam-se com Melia Antiqua e Riki. Shulk também conhece Alvis, que possui a mesma habilidade de conseguir empunhar a Monado. O grupo consegue entrar no local e encontram Zanza, um ser que criou a Monado e oferece a Shulk a habilidade de destruir os mechons com rosto, revelados serem homs por dentro. Shulk aceita e a Monado é aprimorada, porém Zanza é morto durante um ataque contra a capital por Metal Face e outro mechon chamado Face Nemesis. Este é danificado durante o confronto e é revelado que uma recriada Fiora o está pilotando.
Shulk fica inicialmente arrasado, porém seus colegas o ajudam a recuperar a moral e assim todos partem com o objetivo de perseguir Metal Face e Fiora. O grupo tem um encontro pacífico com Fiora, porém Metal Face os ataca e revela ser Mumkhar. Egil intervem e Fiora foge. No caminho para Mechonis, a equipe enfrenta e derrota Mumkhar, que é empalado por seu próprio ataque e cai para a morte. Egil e Fiora os confrontam em seguida, com ela e Shulk sendo separados do resto após a batalha. Shulk consegue fazer com que Fiora recorde de suas memórias, também descobrindo que outro ser está controlando o corpo dela. Os dois se reencontram com o resto do grupo e conhecem uma machina amigável chamada Vanea e seu povo. Ela revela que Bionis e Mechonis inicialmente estavam em paz, porém o deus Zanza de Bionis lançou um ataque não provocado, forçando a deusa Meyneth de Mechonis a revidar e feri-lo o bastante para que os alto entias o prendessem. Egil tem trabalhado desde a batalha do ano anterior para converter as formas de vida de Bionis em mechons e deixar a Monado sem utlidade, já que a espada se alimenta do éter presente em todos os homs. Fiora é tomada pela presença de Meyneth, que revela ter adormecido após a batalha com Zanza até ser atraída pelo amor que Fiora sente por Shulk.
A equipe alcança Egil, porém ele consegue reativar Mechonis e começa a atacar Bionis com a intenção de destruí-lo como vingança pela dizimação que causou aos machina séculos antes. Shulk é capaz de fazê-lo enxergar que ambos desejavam que a paz volte a imperador, recusando a oportunidade de matar Egil depois de conseguir derrotá-lo. Dickson aparece de repente e atira em Shulk, revelando ser um discípulo de Zanza, que emerge a partir do corpo de Shulk e toma a Monado, dentro da qual está sua verdadeira forma, com sua forma gigante tendo ficado aprisionada dentro da espada. Eles revelam que Zanza residiu dentro do corpo de Shulk depois dele e outros terem sido mortos ao tentar tomar a Monado, com Shulk tendo sido preparado por Dickson até este momento para controlar a espada e reacordar Zanza. Egil e Meyneth tentam lutar contra Zanza, porém são sobrepujados e este toma a Monado de Meyneth. O grupo foge, porém Egil enfrenta Zanza outra vez, acabando por ser destruído junto com Mechonis.
A destruição de Mechonis faz os alto entias de sangue puro transformarem-se em telethias, seres cujo único propósito é acabar com toda a vida de Bionis. O grupo ficam vulnerável contra os telenthias, porém estes são atacados por um esquadrão de alto entias. Entretanto, Lorithia, um membro da corte dos alto entias, revela-se ser outro discípulo de Zanza, liberando éter a fim de transformar o esquadrão em telenthias. Shulk reacorda graças a Alvis e consegue repelir o ataque telenthia na Colônia 6, porém Alvis revela ser o terceiro discípulo de Zanza, porém Shulk suspeita de motivos ocultos. A equipe segue para a Ilha da Prisão e no caminho derrota vários telenthias e Dickson. Eles então alcançam Zanza, que declara que toda as formas de vida de Bionis são seus alimentos e receptáculos, desejando recriar o mundo como era antes, destruindo o atual e tudo mais no processo. Zanza oferece a Shulk a chance de ser seu novo discípulo. Este recusa e uma terceira Monado é criada por Alvis, que trai Zanza e permite que Shulk mate o deus.
Após a batalha, Alvis revela as verdadeiras origens do mundo: tanto Zanza, então chamado de Klaus, quanto Meyneth eram dois cientistas humanos do planeta Terra que trabalharam a bordo de uma estação espacial em um experimento que visava a criação de um novo universo. Os desejos obsessivos de Klaus fizeram o experimento terminar em desastre, obliterando todo o universo e fazendo Zanza e Meyneth renascerem como deuses dentro de um novo universo. Alvis era originalmente o computador administrativo da estação espacial. Zanza e Meyneth criaram vida a partir de suas imagens, com o primeiro concebendo o ciclo de Bionis por medo que morresse e suas criações se esquecessem de sua existência. Com o atual universo ameaçado pela morte de Zanza, Alvis pergunta a Shulk, agora um deus, como ele deseja recriar o universo. Shulk deseja por um mundo sem deuses onde todas as pessoas possam escolher seus próprios destinos. No novo universo criado, os sobreviventes de Bionis e Mechonis constroem um novo assentamento para viverem em paz uns com os outros. Fiora é restaurada para sua forma hom, com ela e Shulk estão otimistas sobre a promessa de Alvis de mundos e espécies sem fim.

## Desenvolvimento

Miniatura criada por Tetsuya Takahashi e Yasuyuki Honne representando dois titãs gigantes congelados em batalha. Este modelo tornou-se o ponto de partida para o desenvolvimento de Xenoblade Chronicles.

O conceito original daquilo que tornaria-se Xenoblade Chronicles foi concebido por Tetsuya Takahashi, diretor executivo do jogo e co-fundador da Monolith Soft. Takahashi tinha anteriormente trabalhado no jogo eletrônico Xenogears na década de 1990 e então na trilogia Xenosaga na década seguinte. Xenosaga tinha a intenção de ser uma série em seis partes, porém os baixos números de vendas forçaram os planos a serem cortados pela metade. A moral da equipe do estúdio ficou baixa depois desses eventos. O conceito inicial de Xenoblade Chronicles, de pessoas vivendo sobre os corpos de titãs gigantes, foi criado por Takahashi em junho de 2006. Ele gostou da ideia e imediatamente a escreveu, mostrando-a para outros membros da equipe da Monolith, que ficaram bem impressionados. Um deles, o executivo Yasuyuki Honne, achou que poderia fazer um bom modelo tridimensional a partir da ideia e comprou os materiais necessários. A construção da miniatura começou em julho: os membros mais jovens da equipe serviram de modelos durante esse período para que Takahashi pudesse estabelecer quais partes dos corpos dos titãs poderiam ser ambientes habitáveis e navegáveis em diferentes poses.
Takahashi depois decidiu combinar o conceito da miniatura com uma outra ideia de história sem relação com a primeira, o que acabou tornando-se a base para um novo jogo depois da recepção positiva da equipe. Takahashi afirmou posteriormente que um dos principais motivos para o título ter sido desenvolvido foi aumentar a moral da equipe da Monolith depois do fracasso comercial da série Xenosaga. A equipe primeiro mostrou sua proposta para a Nintendo antes dos últimos estágios de desenvolvimento de Disaster: Day of Crisis. A produção começou ainda em 2006, com os primeiros protótipos sendo criados por volta de abril de 2007. Foi neste ponto que o co-diretor Genki Yokota foi trazido pela Nintendo com o objetivo de cuidar de quaisquer questões envolvendo sistemas devido sua experiência prévia em RPGs eletrônicos. Shinji Hatano, chefe do departamento de licenciamento da Nintendo, foi contatado sobre tanto Xenoblade Chronicles quanto The Last Story e aconselhou que ambos os jogos deveriam ser feitos com um grande mercado em mente e usando uma "abordagem romântica". Takahashi envolveu-se em todos os aspectos do desenvolvimento do título, desde os conceitos iniciais até o estágio de depuração. O jogo no começo seria um título autônomo sem nenhuma relação com a série Xeno com o nome de Monado: The Beginning of the World. Posteriormente, Satoru Iwata, então presidente da Nintendo, alterou o título para Xenoblade Chronicles a fim de homenagear os trabalhos anteriores de Takahashi e o esforço que a Monolith estava colocando no novo jogo. Segundo o próprio Takahashi, a designação "Xeno" estava mais relacionada com um símbolo, fazendo referência a jogos anteriores da Monolith. Ele descreveu "Xeno" como significando "natureza diferente" e "singularidade", enquanto "Blade" estava muito relacionada com a narrativa, particularmente com o final da história.
Um elemento importante para Takahashi era a criação de um equilíbrio ideal entre jogabilidade e história, algo que ele achava que faltava em outros RPGs japoneses que focavam-se muito na história. Suas experiências anteriores com a série Xenosaga e Baten Kaitos: Eternal Wings and the Lost Ocean, que tinham sido chamados de antiquados quando comparados com outros RPGs da época, influenciaram seu trabalho. A mecânica de Shulk ter vislumbres do futuro tornou-se a fundação do sistema de batalha. A Monolith experimentou brevemente com um sistema de combate por turnos que incorporava o elemento, porém não funcionou. Takahashi também decidiu contra uma transição entre o ambiente de navegação para uma arena de combate por achar que isso interromper o fluxo da jogabilidade. Xenoblade Chronicles possui um mundo aberto, que foi descrito pelo diretor executivo como "esmagador, como um MMORPG", afirmando que o tamanho do mapa era aproximadamente equivalente ao arquipélago japonês. O desejo por um mundo expansivo conectou-se com a vontade de recompensar os jogadores pela exploração, que causou a criação de uma quantidade enorme de conteúdo como itens e acessórios. A jogabilidade foi influenciada por RPGs japoneses e ocidentais. Takahashi foi até a Nintendo quando a equipe enfrentou dificuldades e apresentou uma série de modos de cortar conteúdos e elementos para que o jogo ficasse pronto no prazo estimado. Hitoshi Yamagami, produtor da Nintendo responsável por supervisionar a produção de RPGs, rejeitou todas essas propostas e insistiu para que a equipe persistisse em sua visão, falando que convenceria a Nintendo a continuar apoiando a Monolith.

### Narrativa
A roteiro foi escrito por Takahashi, Yuichiro Takeda e Yurie Hattori. O primeiro ficou responsável por criar o conceito inicial, porém foi incapaz de assumir completamente as tarefas de roteirista pois também desempenaria as funções de diretor executivo e produtor executivo, assim pediu para Takeda entrar no projeto e ser seu parceiro na criação da história. Takeda era um roteirista de animes que anteriormente colaborou com Takahashi em adaptações do primeiro título de Xenosaga, além de escrever o roteiro de Xenosaga I & II, uma recriação para Nintendo DS do Xenosaga original e sua sequência. Takahashi escolheu deliberadamente alguém de fora da indústria de jogos eletrônicos pois desejava uma perspectiva diferente sobre o ritmo da história. Hattori foi trazida para o projeto ainda durante os estágios iniciais de desenvolvimento devido sua experiência com o roteiro de outros jogos da Nintendo, o que permitiu que ela olhasse para o material de Takahashi e Takeda a partir de um ponto de vista objetivo. Um elemento importante do roteiro era o senso contrastante de escala, que Takahashi descreveu como "contrastar os reinos do micro e do macro", enquanto os temas da história principal eram os personagem embarcando em uma grande jornada evolutiva e superação de um futuro predeterminado. Apesar dos vários elementos de fantasia, Xenoblade Chronicles foi baseado a partir de uma premissa de ficção científica, porém estes elementos foram deixados bem sutis durante a primeira parte do jogo.
Foi a primeira vez que Takahashi e Takeda trabalharam tão próximos em um projeto, mesmo com seu trabalho anterior juntos. Takeda achou que trabalhar em Xenoblade Chronicles foi mais difícil do que tinha anteriormente antecipado, já que seu padrão era escrever para o formato de anime que estava limitado a aproximadamente 25 minutos por episódio. O volume de história e trabalho de roteiro foram muito maiores para o jogo e ofereceram maior liberdade para expressão dramática. Por outro lado, a experiência prévia de Takahashi lhe permitiu que elaborasse facilmente a estrutura e cronograma do título. Takahashi não deu instruções precisas para Takeda durante os estágios iniciais de roteirização, em vez disso passando linhas gerais sobre as quais os dois trabalharam juntos. Os dois ficaram passando o roteiro em desenvolvimento de um para o outro, também o mostrando para o produtor Shingo Kawabata e para o co-diretor Koh Kojima a fim de refinarem certos elementos. Takahashi comparou o processo a jogar um jogo de bola, algo que não estava acostumado a fazer em seus roteiros. O final passou por várias revisões: Takahashi e Takeda acharam que tinham criado um encerramento bem explicatório, porém Hattori não ficou satisfeita. Os dois logo perceberam que o final pareceria muito confuso para alguém que não participou do processo de escrita, então o reescreveram para ser mais amigável com o jogador. O roteiro final tinha uma grande quantidade de diálogos, incluindo muitos durante batalhas, algo que dificultou as gravações. Takahashi afirmou que eles tentassem usar o máximo possível, porém às vezes ele mesmo achou que era muito. Alguns diálogos acabaram sendo cortados depois de jogadores teste terem reclamado que os personagens falavam muito. Takahashi deliberadamente escreveu desta vez de um modo mais maduro e sutil do que em outros jogos do mesmo gênero.
Um dos elementos que muito preocupou Takahashi e Takeda foi o protagonista Shulk. Takahashi comentou que o protagonista na maioria dos RPGs era facilmente desgostado mesmo se outros personagens se tornassem favoritos dos fãs. Consequentemente, uma das maiores prioridades era fazer Shulk o mais atraente possível para os jogadores. Foi sugerido durante o processo que o personagem fosse um protagonista silencioso, porém o desejo geral da equipe era para que ele falasse. Além disso, Takahashi tinha que enfrentar o problema de qualquer outro RPG com personagens que falam, que era desenvolvê-los adequadamente e escrever diálogos apropriados. Takeda citou Riki como um de seus personagens favoritos: no papel Riki parecia um personagem antipático, porém sua voz e aparência equilibraram suas afirmações. Uma das cenas em que Hattori teve uma mão foi a cena que demonstrava a conexão entre Shulk e Fiora; a cena original tinha o primeiro acariciando a bochecha da segunda, porém a roteirista achou que isso era muito estranha vinda do nada. A cena foi alterada para que Shulk em vez disso tocasse na mão de Fiora. Um dos primeiros conceitos sugeridos por Takeda foi que um dos personagens do grupo traísse o resto e torna-se um dos chefões finais, porém Takahashi rejeitou a ideia achar que isso trairia as expectativas dos jogadores. A história passou por tantas revisões durante o desenvolvimento que Takahashi acabou esquecendo qual era seu conceito original, porém as estruturas básicas permaneceram intactas.

### Música
A trilha sonora de Xenoblade Chronicles foi composta por seis pessoas: Manami Kiyota, a equipe musical Ace+ (formada por Tomori Kudo, Hiroyo Yamanaka e Kenji Hiramatsu), Yoko Shimomura e Yasunori Mitsuda. Takahashi também se envolveu bastante na produção musical, constantemente rejeitando peças por não achar que elas se encaixavam no jogo. O próprio admitiu que isso ocorreu devido as amostras iniciais que ele deu para a equipe a fim de demonstrar sua visão para a música, o que fez os compositores as seguirem muito de perto para seu próprio gosto. O estúdio de produção musical Dog Ear Records auxiliou na criação da trilha à pedido de Takahashi.
A equipe musical foi liderada por Shimomura, que teve a oportunidade de usar sons normalmente não associados com suas composições, como guitarras. Kiyota anteriormente tinha feito apenas trabalhos superficiais em outros jogos eletrônicos, mas mesmo assim aceitou a oferta da Dog Ear Records para poder participar do projeto. A Ace+ foi recomendada a Takahashi pela Dog Ear Records. Kiyota cuidou das faixas ambientais, enquanto a Ace+ cuidou das músicas de batalha e também de algumas outras peças. O principal objetivo da equipe era criar uma trilha que fosse além do som típico de RPGs. Yamanaka posteriormente atribuiu a harmonia dos trabalhos dos seis compositores à organização e direção de Takahashi. A trilha final continha aproximadamente noventa faixas. Uma das peças mais difíceis para Shimomura compor foi uma faixa de nove minutos que Takahashi pediu para acompanhar uma cena específica. Ele depois afirmou que a música precisava ser alterada no meio, o que necessitou a criação de dois temas conjuntos. A maior parte da trilha sonora foi composta por Kiyota e pela Ace+. Shimomura criou onze faixas. A música foi gravada no Burnish Stone Recording Studios. Os corais foram gravados por Yamanaka, Kiyota e Masao Koori.
A canção tema foi "Beyond the Sky", composta por Mitsuda e interpretada por Sarah Àlainn. Mitsuda foi trazido para o projeto devido sua experiência anterior nas trilhas sonoras de Xenogears e do primeiro jogo de Xenosaga, além de sua longa relação de trabalho com Takahashi. O projeto estava quase finalizado quando ele foi contatado, com pouco trabalho restante no desenvolvimento e na produção musical. O compositor mesmo assim pediu para ler o roteiro, que era muito maior do que esperava. A faixa foi muito estressante para Mitsuda, que ficou encarregado de criar a música mais importante do jogo, que precisava incorporar a diversidade de toda a trilha sonora e conter a grande visão que Takahashi tinha para o final. Takahashi também escreveu pessoalmente a letra japonesa da canção. A letra foi traduzida para o inglês por Lisa Gomamoto.
Um álbum oficial foi lançado pela Dog Ear Records em 23 de junho de 2010. Ele chegou na octogésima posição nas tabelas da Oricon, permanecendo nas tabelas por cinco semanas. O álbum foi bem elogiado ao ser lançado: vários críticos ficaram surpresos que as contribuições de Shimomura e Mitsuda eram bem menores do que originalmente pensaram, mas mesmo assim afirmaram que as músicas compostas por Kiyota e pela Ace+ eram muito boas. A canção "Beyond the Sky" foi elogiada unanimamente.

## Lançamento
Xenoblade Chronicles foi anunciado pela primeira vez durante a Electronic Entertainment Expo de 2009 sob seu título original. Seu título final e janela de lançamento só foram revelados no começo do ano seguinte, junto com o anúncio de The Last Story. O jogo foi lançado no Japão em 10 de junho de 2010. Seu lançamento na Europa foi confirmado apenas um ano depois sob o título de Xenoblade Chronicles. Esta versão incluía dublagens em inglês e japonês. Segundo Adam Howden, o dublador em inglês de Shulk, ele recebeu poucas informações antes de seu teste e nunca pode ler o roteiro completo para as gravações. O ator afirmou que o roteiro traduzido precisou ser alterado pois algumas falas ficaram maiores ou menores que as originais em japonês, também dizendo que foi instruído a fazer um sotaque britânico neutro para o personagem. Takahashi comentou que pequenas alterações foram realizadas na versão em inglês do jogo, como concerto de alguns erros, pequenos ajustes no equilíbrio da jogabilidade e a reescrita de alguns dos conteúdos, nenhuma das quais equivaleu a diferenças significativas. Sua estreia europeia originalmente estava prevista para o dia 2 de setembro de 2011, porém ocorreu duas semanas antes em 19 de agosto. Além de uma edição padrão, uma edição especial com um Classic Controller temático também foi disponibilizada. O título foi posteriormente lançado para Wii U digitalmente na Nintendo eShop em 5 de agosto de 2015.
Apesar da confirmação do lançamento europeu, Xenoblade Chronicles não foi confirmado para um lançamento na América do Norte. Além disso, o jogo não apareceu na Electronic Entertainment Expo de 2011, um grande palco para promover títulos a estrearem na América do Norte. Mathieu Minel, gerente de divulgação da Nintendo France, afirmou que a Nintendo of Europe queria ter exibido o jogo na feira, porém foi barrada pela Nintendo of America, iniciando a especulação de que o jogo não seria lançado na América do Norte. Em resposta, uma campanha de fãs sob o nome de Operation Rainfall foi lançada. Seu objetivo era chamar a atenção dos fãs para a situação de três RPGs do Wii: Xenoblade Chronicles, The Last Story e Pandora's Tower. Dentre as táticas usadas pela Operation Rainfall estavam emails, campanhas organizadas, petições na internet, ligações e mensagens nos perfis da Nintendo no Facebook e Twitter. Um dos esforços mais notáveis foi um chamado para pré-comprar o jogo através de seu título original Monado: Beginning of the World na Amazon.com. Estes esforços fizeram Xenoblade Chronicles chegar no primeiro lugar nas tabelas de jogos mais pré-vendidos, superando The Legend of Zelda: Ocarina of Time 3D e Call of Duty: Black Ops. A campanha também recebeu apoio da Mistwalker, a desenvolvedora de The Last Story, e Kaori Tanaka, roteirista de Xenogears e Xenosaga. Takahashi depois afirmou que a Monolith tinha desenvolvido o jogo presumindo que ele seria lançado no ocidente.
A Nintendo of America afirmou oficialmente meses depois do início das campanhas que não existiam planos para lançar os três jogos pedidos na América do Norte, mesmo reconhecendo a alta demanda por eles. Rumores acabaram surgindo de que Xenoblade Chronicles teria um lançamento na América do Norte quando o jogo apareceu listado no site da revendedora GameStop. A Nintendo anunciou pouco depois que o título seria lançado na região. Reggie Fils-Aimé, presidente da Nintendo of America, revelou em 2013 que a Nintendo estava considerando um lançamento norte-americano de Xenoblade Chronicles enquanto a Operation Rainfall estava ativa, também dizendo que apesar dela não ter sido um fator na decisão, a empresa a considerou enquanto decidiam se o lançamento poderia ser rentável. O jogo foi finalmente lançado na América do Norte em 6 de abril de 2012. Seu lançamento na região foi exclusivo na loja da Nintendo e na GameStop. A versão digital de Wii U estrou na América do Norte em 28 de abril de 2016.

### Conversões

#### Xenoblade Chronicles 3D
Uma conversão para New Nintendo 3DS intitulada Xenoblade Chronicles 3D foi lançada mundialmente em abril de 2015. Ela possui funcionalidade StreetPass e também compatibilidade com o Amiibo de Shulk. A conversão foi originalmente anunciada em agosto de 2014 junto com o New Nintendo 3DS. O desenvolvimento foi feito pela Monster Games, uma colaboradora frequente da Nintendo em conversões de outros jogos. Eles foram convidados pela Nintendo para o projeto pois a equipe da Monolith estava muito ocupada trabalhando em Xenoblade Chronicles X. O desenvolvimento da conversão começou em meados de 2013 e enfrentou problemas consideráveis já que o poder de processamento do Wii era muito maior que o do Nintendo 3DS. O poder maior do New 3DS possibilitou a conversão, com sua disposição de botões permitindo que os botões do Classic Controller  fossem mantidos sem ajustes. Parte das alterações incluíram a transferência da maioria das informações para a tela secundária do console a fim de não sobrecarregar a tela principal, enquanto a disposição foi arranjada cuidadosamente para manter o máximo possível a mesma sensação que o original.
"Truques técnicos" não especificados foram usados para manter a contagem de quadros e as transições homogêneas entre os ambientes. A equipe da Monster Games também trabalhou duro a fim de incluir a capacidade tridimensional apesar das grandes dificuldades técnicas. A parte mais complicada do desenvolvimento foi fazer a escala do jogo funcionar dentro dos limites do novo console. Isto gerou a criação de um novo motor de jogo gráfico com uma criptografia de visibilidade personalizada e um sistema complexo de níveis de detalhes. Todos os ambientes foram reconstruídos e otimizados para o sistema enquanto mantinham a estética original intacta. A razão dada para converter Xenoblade Chronicles para o New 3DS em vez do Wii U foi que a duração do título poderia ser intimidadora para um jogador moderno, que estava ficando mais acostumado com experiências instantâneas e sessões rápidas. A conversão originalmente seria desenvolvida para o 3DS, porém testes iniciais demonstraram que a plataforma não possuía a memória e o processamento necessários para aguentar o jogo. Foi decidido usar o maior poder do New 3DS para realizar totalmente a ambição do título.

#### Xenoblade Chronicles: Definitive Edition
Uma remasterização em alta definição chamada de Xenoblade Chronicles: Definitive Edition para Nintendo Switch foi anunciada durante um Nintendo Direct em setembro de 2019, contendo melhorias gráficas nos cenários e nos modelos dos personagens, controles atualizados, trilha sonora remixada e outras melhorias gerais. Além disso, também há a inclusão de um novo epílogo chamado Future Connected. Foi lançado mundialmente em 29 de maio de 2020.

## Recepção

### Crítica
Xenoblade Chronicles foi aclamado pela crítica ao ser lançado. No agregador de resenhas Metacritic, que cria uma nota a partir de uma média aritmética ponderada, a versão de Wii tem uma aprovação de 92/100 baseado em 59 resenhas. O título empatou com Journey como o quarto jogo mais bem avaliado do ano de 2012 no Metacritic, atrás de The Walking Dead, Persona 4 Golden e Mass Effect 3. Keza MacDonald da IGN afirmou que Xenoblade Chronicles era um dos "RPGs japoneses mais inovadores da última década" e que parecia "mais moderno do que qualquer outra coisa no gênero", enquanto Simon Parkin da Eurogamer escreveu que o jogo era "um dos RPGs japoneses mais fortes a emergir em anos".
A história foi elogiada por ser inovadora e agradável apesar de sua premissa clichê. A revista Edge comentou que a narrativa era "acelerada e engajante", recompensando o investimento dos jogadores com cenas de ação frequentes. Ashton Raze da GameSpot afirmou que o enredo tinha uma escala grandiosa, enquanto as missões paralelas proporcionam visões mais detalhadas sobre o mundo e seus personagens. Alexandra Hall da GamesRadar escreveu que a história inicialmente parece bem rasa, porém é compensada pela boa interação entre os personagens e momentos emocionantes perto da conclusão. Já Liam Martin da Digital Spy elogiou os "personagens bem equilibrados" e disse que a narrativa "possui muitos altos e baixos e mais viradas do que um episódio de Top Gear". Por outro lado, Phil Kollar da Game Informer achou que os personagens eram arquétipos decepcionantes, mas reconheceu que os roteiristas evitaram que protagonista Shulk se transformasse em um "chorão ou exageradamente otimista".
A jogabilidade foi bem recebida, com alguns críticos chegando a comparar o sistema de batalha com Final Fantasy XII. Parkin para a Official Nintendo Magazine escreveu que o sistema de combate inicialmente parece confuso, porém "logo se torna segunda natureza". MacDonald afirmou que o combate era "brilhante" e que a jogabilidade era bem sucedida em incentivar os jogadores a explorarem e imergirem no mundo. Hall elogiou a incorporação de ideias diferentes na jogabilidade e o sistema de afinidade, porém ficou decepcionada pelas limitações da inteligência artificial e criticou a baixa dificuldade do jogo. A Edge elogiou os ambientes e a imersão que eles proporcionavam ao jogador, comparando Xenoblade Chronicles positivamente em relação a Xenogears. A Famitsu elogiou as batalhas, dizendo que eram "excelentes" e que "necessitam que você pense constantemente".
Por outro lado, os gráficos foram criticados por falta de polimento e qualidade inferior a outros títulos contemporâneos. MacDonald afirmou que os cenários eram belos, porém as "texturas são distorcidas, há vários objetos atravessando outros e apenas os vastos ambientes externos realmente impressionam". Martin também elogiou a beleza dos ambientes, mas comentou que "alguns dos modelos de personagens e inimigos são bem básicos". Hall comentou que a maior falha de Xenoblade Chronicles eram seus visuais, culpando as limitações técnicas do Wii pela baixa resolução, que segunda ela ficam piores em televisões de alta definição. Por outro lado, Kollar afirmou que os visuais seriam tão impressionantes quanto em um console mais potente, enquanto Raze escreveu que os rostos dos personagens eram lavados e muitas vezes falsos".
A conversão para New Nintendo 3DS também recebeu avaliações positivas, possuindo um índice de aprovação de 86/100 no Metacritic baseado em 63 resenhas, indicando "críticas geralmente positivas". Xenoblade Chronicles 3D recebeu comentários positivos em sua grande parte similares ao jogo original, com muitos dos pontos de elogio em comum incluindo sua jogabilidade e narrativa, enquanto  novos elogios sendo direcionados para o fato de um RPG de sua escala ter sido convertido de forma bem sucedida para uma plataforma portátil e mais limitada. Apesar de tudo isso, os críticos citaram a redução de sua qualidade gráfica e implementação ruim de efeitos tridimensionais como fatores negativos, o que resultou em sua maior parte em notas inferiores quando comparadas ao título original de Wii.

### Vendas
Xenoblade Chronicles vendeu mais de oitenta mil cópias em sua semana de estreia no Japão, ficando em primeiro na tabela dos mais vendidos. O jogo já tinha vendido mais de 161 mil unidades até o final de 2010, transformando-se no oitavo jogo mais bem vendido para Wii do ano, chegando a alcançar a marca de quase duzentas mil cópias até o final de 2013. No Reino Unido, Xenoblade Chronicles estreou na sétima posição e alcançou o segundo lugar entre os títulos de Wii apesar de escassez nos estoques. Por outro lado, a Gamasutra afirmou que foi o quarto jogo mais vendido no Reino Unido durante sua primeira semana. O título foi excluído das tabelas mensais da The NPD Group nos Estados Unidos por ser um exclusivo de uma única revendedora. A firma bancária Piper Jaffray estimou que o jogo foi um dos mais vendidos na América do Norte no mês de abril de 2012 junto com Mass Effect 3 e Prototype 2. Satoru Iwata posteriormente afirmou que Xenoblade Chronicles vendeu melhor no ocidente do que no oriente.
Xenoblade Chronicles 3D por sua vez teve um desempenho abaixo do esperado, vendendo apenas 56.932 cópias durante sua primeira semana no Japão. Aproximadamente 78 mil unidades já tinha, sido vendidas no Japão até o final de junho de 2015. No Reino Unido, o jogo estrou na vigésima sétima posição nas tabelas, ficando como o terceiro produto da Nintendo mais bem vendido naquela semana. Segundo os números da The NPD Group, Xenoblade Chronicles 3D vendeu menos de 75 mil unidades nos Estados Unidos, ficando fora dos dez mais. Entretanto, a Nintendo afirmou que o jogo foi o quinto exclusivo de plataforma mais vendido na semana.

### Prêmios
Xenoblade Chronicles recebeu em 2011 o prêmio de Excelência no Japan Game Awards. Na premiação de final de ano da IGN em 2012, o jogo venceu das categorias de Melhor Jogo de Wii U/Wii e Melhor História para Wii U/Wii. Ele também foi indicado nas categorias de Melhor Jogo Geral de RPG e Melhor História Geral. Já nos prêmios entregues pela RPGFan em 2012, Xenoblade Chronicles venceu em Melhor RPG Tradicional, ficando em segundo lugar nas categorias de Melhor Combate e Melhor RPG, perdendo ambas para Mass Effect 3. O título também recebeu o prêmio de Melhor RPG da Escolha dos Leitores da RPGFan, com 24% dos votos. O jogo venceu ainda em 2012 os prêmios da RPGamer de RPG do Ano, Melhor História e Melhor Música. No Golden Joystick Awards de 2012, ele foi indicado para Melhor RPG, porém perdeu para The Elder Scrolls V: Skyrim. Por fim, a Slant Magazine nomeou Xenoblade Chronicles como o Jogo do Ano de 2012.

## Legado
O personagem de Shulk apareceu como um personagem jogável em Super Smash Bros. for Nintendo 3DS e Wii U, título parte da série de jogos de luta Super Smash Bros., estando disponível nas duas versões. Fiora posteriormente apareceu como personagem jogável em Project X Zone 2, representando a série Xeno junto de KOS-MOS de Xenosaga, enquanto Metal Face apareceu como um personagem inimigo. Takahashi e a equipe da Monolith começaram a desenvolver um sucessor espiritual de Xenoblade Chronicles para o Wii U a partir das experiências adquiridas e opiniões sobre o jogo. Chamado de Xenoblade Chronicles X, foi anunciado em 2013 e lançado mundialmente em 2015. Uma sequência intitulada Xenoblade Chronicles 2 para o Nintendo Switch foi lançada em 1 de dezembro de 2017.